# Jakub Černý
Jakub Černý (* 5. března 1987) je český střední hokejový útočník, někdy hraje i levé křídlo. V současnosti hraje za tým HK Spišská Nová Ves. V sezóně 2018/2019 hrál českou extraligu za HC Energie Karlovy Vary, kamž se na konci prosince roku 2011 vrátil po neúspěšném angažmá ve finské SM-liize, kde nedostával tolik příležitostí, jak by si představoval. Bylo mu povoleno odejít a po několika jiných nabídkách se vrátil do svého mateřského Litvínova a hned ve své obnovené premiéře 28. prosince 2011 si připsal v zápase s Třincem dvě asistence a byl vyhlášen nejlepším hráčem zápasu za Litvínov. Po skončení sezóny 2011/2012 podepsal s HC Verva Litvínov novou smlouvu a bude zde působit i v sezóně 2012/2013. Po sezóně 2013/2014 s ním klub neprodloužil smlouvu a Jakub si musel hledat nové angažmá. Pro sezónu 2014/2015 zakotvil v běloruském Junosť Minsk, kde dokázal vyhrát kanadské bodování základní části s bilancí 28 gólů a 32 asistencí v 54 zápasech.

## Hráčská kariéra
- 2002/2003 HC České Budějovice - dorost, HC Litvínov - dorost
- 2003/2004 HC České Budějovice - dorost, junioři
- 2004/2005 HC České Budějovice - junioři
- 2005/2006 HC Strakonice
- 2006/2007 HC Most
2006/2007 HC Chemopetrol Litvínov - junioři
2006/2007 HC Chemopetrol Litvínov
- 2007/2008 HC Litvínov
2007/2008 HC Most
- 2008/2009 HC Litvínov
- 2009/2010 HC Benzina Litvínov
- 2010/2011 HC Benzina Litvínov
- 2011/2012 TPS Turku (FIN)
2011/2012 HC Verva Litvínov
- 2012/2013 HC Verva Litvínov
- 2013/2014 HC Verva Litvínov
- 2014/2015 Junosť Minsk
- 2015/2016 Junosť Minsk
- 2016/2017 HC Verva Litvínov ELH
- 2017/2018 HC Verva Litvínov ELH
- 2018/2019 HC Verva Litvínov ELH
2018/2019 HC Energie Karlovy Vary
- 2019/2020 Piráti Chomutov
- 2020/2021 HK Spisska Nova Ves
- 2020/2021 Chamonix